# Letrilla Satírica

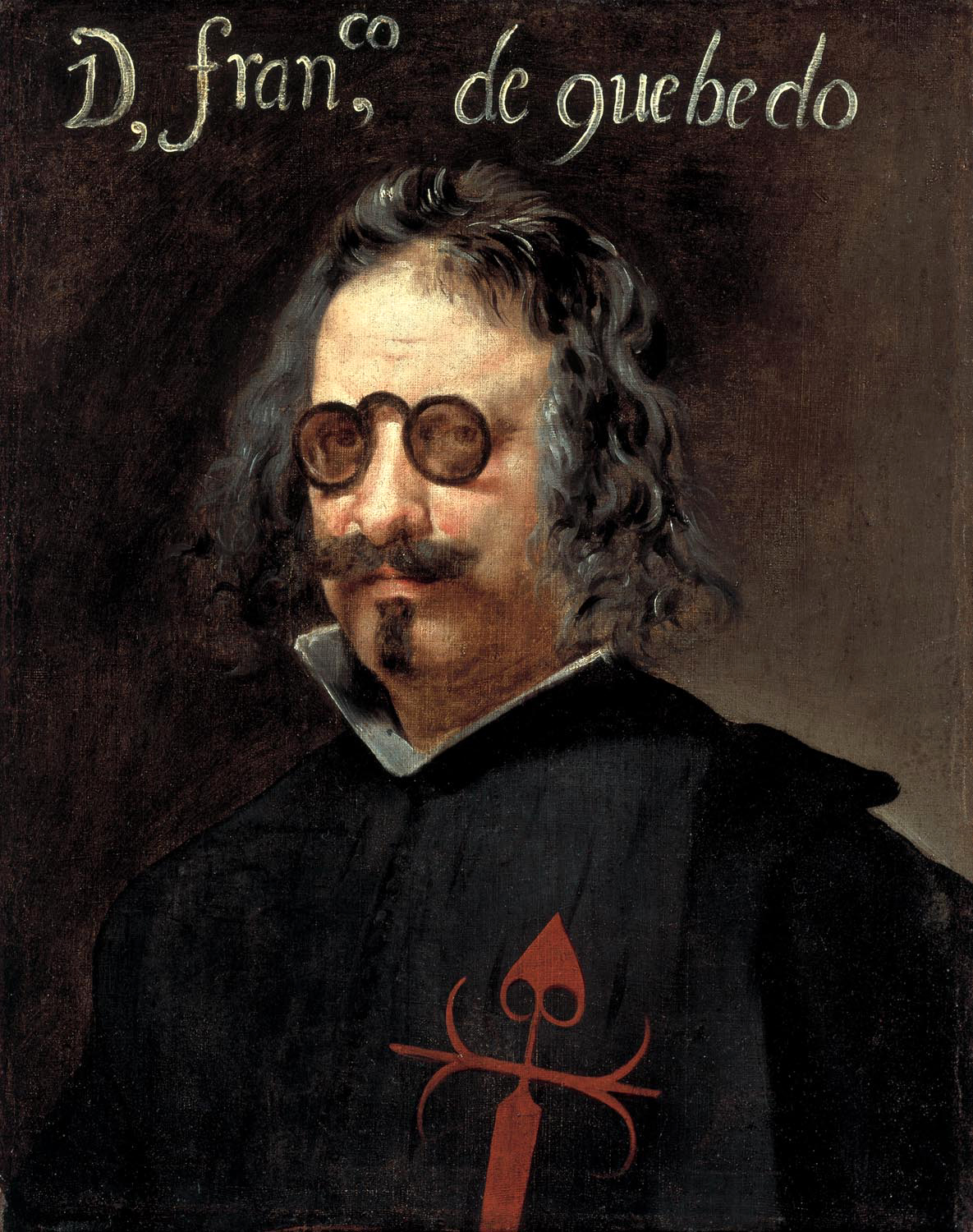
Imagen de Francisco de Quevedo, atribuido actualmente a Juan van der Hamen y a Diego Velázquez

Letrilla Satírica, algunas veces conocido como Poderoso Caballero es Don Dinero o LS, es un poema ensayado por el noble, político y escritor del Siglo de Oro español Francisco de Quevedo, aproximadamente entre los años 1620 [cita requerida]. Esta entre los 100 mejores poemas de la lengua castellana, precisamente en el puesto 56.º. Habla sobre un noble y caballero rico, al que se le llama Don Dinero.